# Цеблиц
Цеблиц (њем. Zöblitz) град је у њемачкој савезној држави Саксонија. Једно је од 69 општинских средишта округа Ерцгебирге. Према процјени из 2010. у граду је живјело 2.938 становника. Посједује регионалну шифру (AGS) 14521680.

## Географски и демографски подаци
Цеблиц се налази у савезној држави Саксонија у округу Ерцгебирге. Град се налази на надморској висини од 600 метара. Површина општине износи 22,1 km². У самом граду је, према процјени из 2010. године, живјело 2.938 становника. Просјечна густина становништва износи 133 становника/km².